# 英語完全征服
《英語完全征服》（韓語：영어 완전 정복）是2003年上映的韓國喜劇片，由《日出城市》、《武士》的導演金性洙執導，李娜英、張赫主演。電影講述一名女公務員因為要和洽公的外國人溝通，因此開始學習英文的過程，2003年11月5日在韓國上映。

## 劇情概要
女公務員羅英珠為了能和前來洽公的外國人溝通而學習英文，而男銷售員朴文洙則是為了和從小被領養至國外的妹妹會面交談，兩人有緣編在同一班而鬧出許多笑料。

## 演員陣容

### 主要人物
- 李娜英 飾演 羅英珠
- 張赫 飾演 朴文洙

### 其他人物
- Angela Kelly 飾演 英語補習班講師
- 羅文姬 飾演 趙女士，朴文洙的母親。
- 金容建 飾演 英珠的父親
- 金姈愛 飾演 英珠的母親
- 金仁文 飾演 英珠的外祖父
- 文美峰 飾演 英珠的外祖母
- 鄭尚勳 飾演 英珠的弟弟
- 李昌焕 飾演 理查德
- 白瑪麗 飾演 茱莉
- 鄭石勇 飾演 泰森
- 黃孝恩 飾演 貝蒂
- 崔柱峰 飾演 洞事務所洞長
- 申哲振 飾演
- 姜南英 飾演 寶京
- 金善化 飾演 女士
- 李正學 飾演 巴士司機
- 申範植 飾演 大塊頭
- 姜允成 飾演 Bor-司儀

### 友情出演
- 柳海真 飾演 地鐵乘客
- 李凡秀 飾演 地鐵乘客
- 全斗洪 飾演 恐怖份子
- 金吝勸 飾演 退役兵長
- 全宰亨 飾演 劇場男子

## 外部連結
- NAVER上《英語完全征服》的資料
- Daum上《英語完全征服》的資料

- 韩国电影数据库（KMDb）上《英語完全征服》的資料
- 互联网电影数据库（IMDb）上《英語完全征服》的资料（英文）